# Upplands runinskrifter 238
Upplands runinskrifter 238 är en runsten som står vid Lindö gård strax norr om Gullbron i Vallentuna socken och Vallentuna härad i Uppland.

## Stenen
Runstenen är 2,20 meter hög och 0,75 meter bred. Stenen är av ljusgrå granit och ornamentiken går i Urnesstil med en profilerad rundrake som bildar en ovalt formad åtta. Den saknar dock det krista korset. Den är en av fyra runstenar som stått vid den omtalade Gullbron vid häradets forna tingsplats. Stenen har därefter flyttats och står nu i parken till vänster om vägen och cirka åttio meter sydost om Lindö gårds huvudbyggnad. På vägens andra sida är ett gravfält från järnåldern. De övriga två "Gullbrostenarna" är U 236 och U 237, medan den fjärde är försvunnen. 
Stenen är rest av en kvinna med namnet Astrid till minne av hennes son Sven och make Ulv. Den från runor översatta inskriften följer nedan:

## Inskriften
Translitterering av runraden:
' astriþ ' lit reisa ' þina ' stein ' eftiʀ sun sin ' suein : auk × ulf × bonta ' sin '
Normalisering till runsvenska:
Astriðr let ræisa þenna stæin æftiʀ sun sinn Svæin ok Ulf, bonda sinn.
Översättning till nusvenska:
Astrid lät resa denna sten efter sin son Sven och Ulv, sin make.

## Källa
- Vägvisare till forntiden, sid. 240, Palle Budtz, Palle Budtz & Brombergs Bokförlag AB, 1992, ISBN 91-7608-588-0